# Precious Metal
Precious Metal ist das neunte Studioalbum der US-amerikanischen Melodic-Rock-Band House of Lords.

## Entstehung
Das Album wurde 2013 im Voice Print Studio aufgenommen. Als Gastmusiker wirkten Robin Beck (Begleitgesang), Jeff Batter (Keyboard) und Billy Seidman (Akustikgitarre) mit. Die Produktion übernahm Sänger James Christian, der gemeinsam mit Bob Marlette auch für die Tonmischung verantwortlich war.
Veröffentlichung
Das Album wurde in Europa am 23. Februar 2014 auf CD veröffentlicht und erschien auch als Download-Version.

## Rezeption
Das Magazin Rocks schrieb, die Gruppe habe „auf ihre alten Tage noch die harte Kante entdeckt:“ Gitarrist Jimi Bell verpasse Stücken wie Battle oder Permission to Die „eine ungeahnte Gitarrenbreitseite,“ doch „dank seines Gespürs für erlesene melodische Momente“ gelinge es Sänger James Christian, die neuen „Songs im melodischen Hardrock zu halten.“ Die Gruppe serviere „erstklassige Midtempo-Rocker und Balladen, die im Falle von Live Every Die (Like It’s the Last) oder Precious Metal ohne Peinlichkeitsfaktor“ auskämen. In Sachen Songwriting könne es die aktuelle Besetzung „locker mit den Machern der Vergangenheit aufnehmen.“ Unterm Strich gehöre das Album zu „den Höhepunkten der Bandgeschichte.“

## Titelliste
1. 5:10 – Battle (Christian, Bell, Hymas, Mason)
2. 3:22 – I’m Breaking Free (Christian, Bell, Hymas, Mason)
3. 4:26 – Epic (Christian, Bell Pelcer)
4. 4:18 – Live Every Day (Like It’s the Last) (Christian, Bell, Hymas, Mason)
5. 4:29 – Permission to Die (Christian, Bell, Hymas, Mason)
6. 4:43 – Precious Metal  (Christian, Hymas, Mason)
7. 4:11 – Swimming With the Sharks (Christian, Bell, Hymas, Mason)
8. 3:57 – Raw (Christian, Bell, Hymas, Mason)
9. 3:44 – Enemy Mine (Lidbom, Mason)
10. 3:38 – Action  (Christian, Bell, Hymas, Mason)
11. 4:50 – Turn Back the Tide  (Christian, Bell, Hymas, Mason)
12. 3:40 – You Might Just Save My Life  (Christian, Bell, Hymas)